# Suite dans le style ancien (Bonis)
Suite pour instruments à vent
Pour les articles homonymes, voir Suite dans le style ancien.
La Suite dans le style ancien, op. 127, est une œuvre de musique de chambre de la compositrice Mel Bonis.

## Composition
Mel Bonis compose sa Suite dans le style ancien pour flûte, violon, alto ou clarinette et piano. L'œuvre, dédiée à Joseph Ermend Bonnal, est publiée à titre posthume par les éditions Kossack en 2006. Il existe quatre manuscrits dont un possède les parties séparées. Un brouillon existe sur lequel le dernier mouvement a été appelé Badinage avant d'être biffé et remplacé par Farandole. Une copie calligraphiée existe avec comme annotation « donné à Gifford, j'ai perdu son adresse ». Il existe une version pour piano à quatre mains, qui ne comporte que trois mouvements. Le troisième mouvement est initialement intitulé Badinage avant d'être barré et renommé Scherzando avant d'être annoté « beaucoup trop simplifié ». Le manuscrit porte la mention « réduction du quatuor pour piano, clarinette ou alto, et flûte ». Il existe aussi une version pour septuor à vent, avec deux flûtes, hautbois, clarinette, cor en fa et deux bassons. Cette version est publiée aux éditions Eschig en 1958, puis rééditée en 2010 par les éditions Kossack.

## Structure
L'œuvre pour musique de chambre se compose de quatre mouvements :
1. Prélude
2. Choral
3. Fuguette
4. Divertissement

Dans la version pour piano à quatre mains, elle se compose de trois mouvements :
1. Prélude
2. Fuguette
3. Scherzando

Dans la version pour septuor à vent, elle se compose aussi de quatre mouvements :
1. Prélude
2. Fuguette
3. Choral
4. Badinage

## Analyse
La Suite dans le style ancien est l'origine de la transcription du Prélude et Fuguette ainsi que du Choral. L'œuvre a un titre proche de celui de la Suite dans le style ancien de Vincent d'Indy ou de celle d'Edvard Grieg avec sa Suite Holberg. Elle fait partie des pièces de caractères de la compositrice. Elle a une variante qui existe sous le titre de Suite pour instruments à vent.

## Sources
- Étienne Jardin, Mel Bonis (1858-1937) : parcours d'une compositrice de la Belle Époque, 2020 (ISBN 978-2-330-13313-9 et 2-330-13313-8, OCLC 1153996478)